# Apache OpenOffice Writer

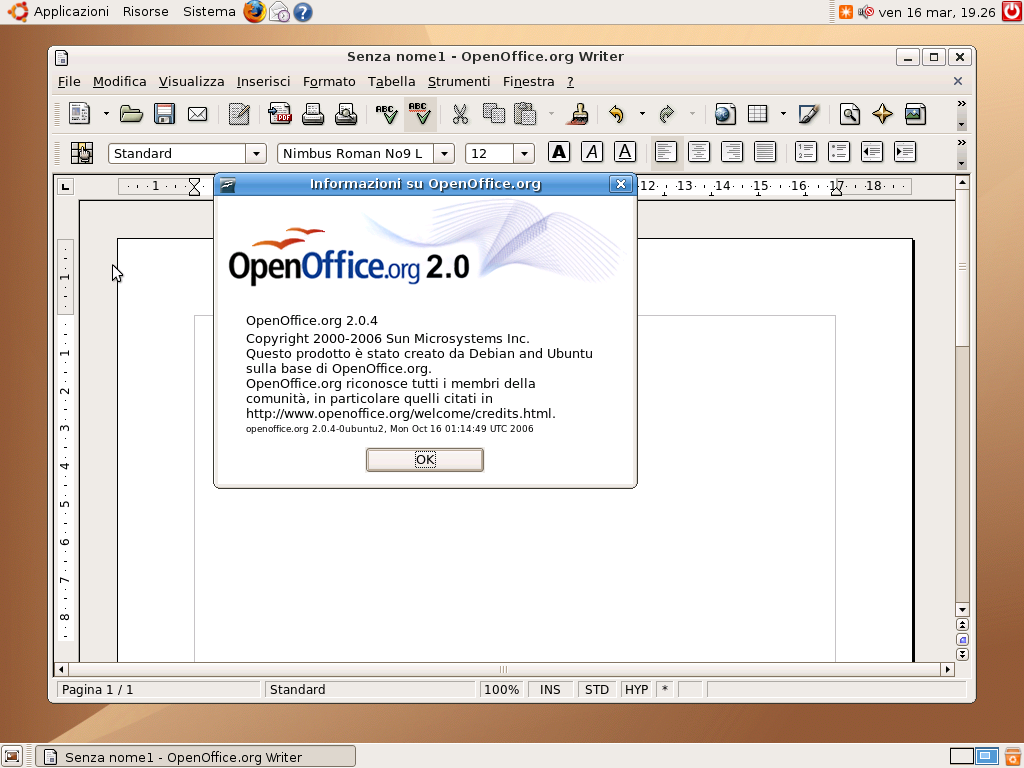
OpenOffice.org Writer 2.0.4 su Ubuntu Linux

Apache OpenOffice Writer, in precedenza OpenOffice.org Writer, è un software libero per l'elaborazione di testi; fa parte della suite Apache OpenOffice.
Writer è un elaboratore di testi simile a Microsoft Word, con funzionalità praticamente analoghe, presenta inoltre alcune caratteristiche non presenti nelle versioni di word precedenti alla 2007 come la possibilità di esportare i documenti direttamente in formato PDF.
Il programma è in grado di leggere numerosi formati, incluso il formato OpenDocument, il formato word, RTF e XHTML.
Così come l'intera suite OpenOffice, Writer può essere utilizzato su molte piattaforme differenti, come macOS, Microsoft Windows, GNU/Linux, FreeBSD e Solaris.
Esiste anche una versione portabile del programma capace di funzionare da un dispositivo di memoria USB.

## Estensioni
Le funzionalità di OpenOffice Writer possono essere estese tramite l'installazione di estensioni.
Tra le numerose estensioni, ci sono:
- Sun Wiki Publisher: che permette l'esportazione dei documenti in formato MediaWiki (Wikipedia)[2];
- Sun Weblog Publisher: per creare/pubblicare Blog[3].